# Shock Troopers: 2nd Squad
Shock Troopers: 2nd Squad est un jeu vidéo de type run and gun développé par Saurus et édité par SNK en 1998 sur Neo-Geo MVS et en 1999 sur Neo-Geo AES (NGM 246),,.

## Série
1. Shock Troopers (MVS, 1998)
2. Shock Troopers: 2nd Squad (1998)

## Réédition
- Console virtuelle (Amérique du Nord)